# Tiptronic

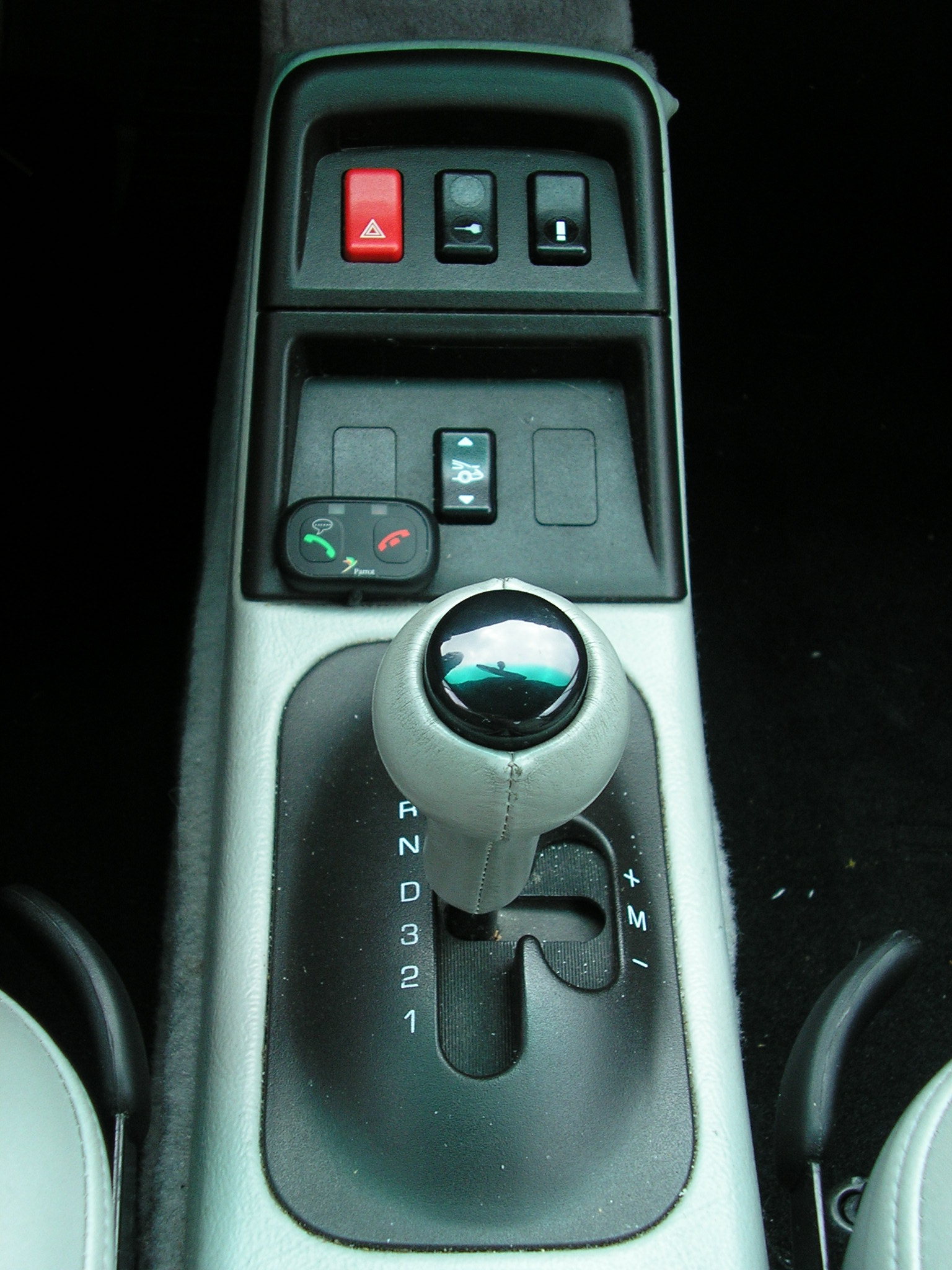
Schalthebel der Vierstufen-Tiptronic in einem Porsche 911 (993)

Tiptronic ist eine Marke der Porsche AG für einen Handschaltmodus bei Automatikgetrieben. Obwohl die Wortmarke Tiptronic Porsche gehört, wird diese Bezeichnung seit den 1990er-Jahren auch von Audi und Volkswagen, seit 2013 sogar das gesamte System von Peugeot verwendet.
Der Name Tiptronic wurde erstmals für das ab Januar 1990 gegen Aufpreis angebotene Vierstufen-Automatikgetriebe im Porsche 911 (Typ 964) verwendet. Das von ZF Friedrichshafen gebaute Getriebe ist konstruktiv und begrifflich von der halbautomatischen Porsche-„Sportomatic“ mit vier bzw. (ab Modelljahr 1976) drei Schaltstufen zu unterscheiden, die von 1968 bis 1980 angeboten wurde.
Der Tiptronic-Wählhebel hat in der linken Gasse die normale Anordnung der Stufen wie bei einem Automatikgetriebe, wobei von D aus eine Verbindung zu einer zweiten parallel liegenden Gasse rechts besteht. Man schaltet in dieser zweiten Gasse durch Betätigung des Schalthebels eine Stufe hoch ('+') oder herunter ('-'). In der Version Tiptronic S, die erstmals im 1995er Modell des Porsche 993 zum Einsatz kam, wurde diese Funktion zusätzlich in Wipptasten am Lenkrad integriert. Diese bieten auf der rechten und linken Seite des Lenkrads jeweils die Möglichkeit mit dem Daumen „+“ oder „-“ zu wählen. Bei neueren Porsche-Modellen gibt es stattdessen Tasten, die durch Ziehen und Drücken betätigt werden. Audi verwendet hingegen zur lenkradnahen Bedienung des Getriebes sogenannte Schaltpaddel, hinter dem Lenkrad positionierte Wippen, die durch Ziehen betätigt werden. Hierbei wählt man auf der rechten Seite „+“ und auf der linken Seite „-“. Diese Variante fand zum Teil auch bei Porsche Verwendung.